# فوهة الوابر

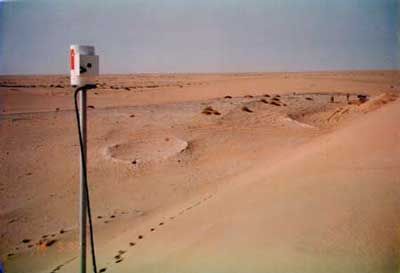
أصغر فوهات الوابر مرئية على السطح. الحفرة على اليسار قطرها حوالي 11 م

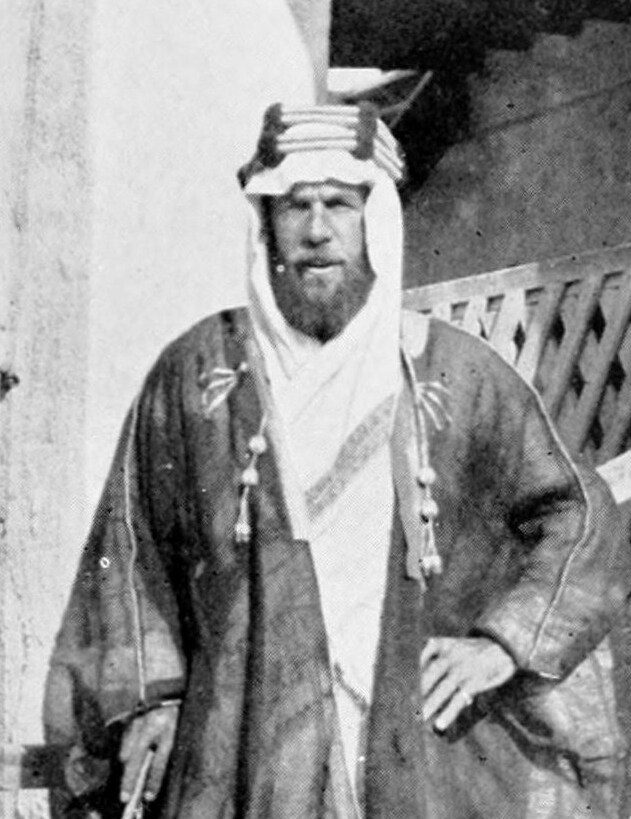
جون فيلبي في الرياض

فوهات الوابر (بالإنجليزية: Wabar craters)‏ هي فوهات صدمية تقع في صحراء الربع الخالي في المملكة العربية السعوديةاسترعت انتباه العلماء الغربيين من قبل البريطاني المستعرب والمستكشف، والكاتب، وعميل مخابرات بمكتب المستعمرات البريطاني جون فيلبي (الشيخ عبد الله) الذي اكتشف الفوهات أثناء البحث عن مدينة إرم ذات العماد في الجزيرة العربية في عام 1932.

## الرحلات الاستكشافية

### فيلبي 1932
تعد الأراضي الصحراوية الشاسعة الواقعة في جنوب المملكة العربية السعودية والمعروفة باسم الربع الخالي، واحدة من أكثر الأماكن المقفرة على وجه الأرض. في عام 1932، كان هاري سانت جون «جاك» فيلبي يبحث عن مدينة تسمى إرم ذات العماد، والتي يذكرها القرآن بأنه دمرها الله لتحديها النبي هود. قام فيلبي بترجمة اسم المدينة باسم وابار.
وكان فيلبي قد سمع عن أساطير بدوية لمنطقة تسمى آل الحديدة، وكذلك منطقة تم العثور فيها على قطعة من الحديد بحجم الجمل، ولهذا نظمت رحلة استكشافية لزيارة الموقع. بعد رحلة لمدة شهر كامل من الإرهاق لدرجة أن بعض الجمل ماتت، في 2 فبراير 1932 وصل فيلبي إلى قطعة أرض تبلغ مساحتها حوالي نصف كيلومتر مربع، مليئة بقطع من الحجر الرملي الأبيض والزجاج الأسود وقطع من النيزك الحديدي. حدد فيلبي منخفضين دائريين كبيرين مملوءين جزئيًا بالرمال، وثلاث سمات أخرى حددها على أنها «فوهات مغمورة». كما رسم خريطة للمنطقة التي عُثر فيها على كتلة الحديد الكبيرة. اعتقد فيلبي أن المنطقة كانت بركانًا، ولم يحدد الموقع إلا بعد إرسال عينات إلى المملكة المتحدة على أنه وقع على نيزك من قبل ليونارد جيمس سبنسر من المتحف البريطاني.
 بركان في وسط الربع الخالي! وأسفل مني، بينما كنت أقف على قمة التل المنعرجة، كانت توجد الفوهات المزدوجة، التي كانت جدرانها السوداء تقف بشكل هزيل فوق الرمال الزاحفة مثل الأسوار والحصون في قلعة كبيرة. كان قطر هذه الفوهات حوالي 100 و 50 ياردة على التوالي، غارقة في المنتصف ولكن نصفها اختفت بالرمال، بينما داخل جدرانها وخارجها ويوجد ما اعتبرته حُممًا في دوائر كبيرة حيث يبدو أنها تدفقت من الفرن الناري. كشف مزيد من الفحص عن حقيقة وجود ثلاث حفر متشابهة قريبة، على الرغم من أن هذه كانت تعلوها تلال من الرمال ولا يمكن التعرف عليها إلا بسبب هامش الخبث الأسود حول حوافها.
من بين عينات الحديد، والمواد الحبيبية وزجاج السيليكا التي أحضرها فيلبي من الموقع، قطعة من الحديد يبلغ وزنها 25 رطلاً. أظهر التحليل أنه يحتوي على حوالي 90% حديد و 5% نيكل، والباقي يتكون من عناصر مختلفة، بما في ذلك النحاس والكوبالت و 6 جزء في المليون من الإيريديوم، وهو تركيز مرتفع بشكل غير عادي. هذا العنصر الجانبي يعني ضمنا أن موقع وابار كان منطقة أثر نيزك.

## الموقع
يغطي موقع الوابر حوالي 500 متر و 1000 متر، ويظهر أحدث رسم خرائط ثلاثة فوهات بارزة، دائرية تقريبا. وقد أبلغ فيلبي عن خمسة منها في عام 1932، وأكبرها بلغ عرضها 116 و 64 مترا.. ووصفت بعثة زاهد الثانية فوهة بطول 11 مترا، وقد تكون واحدة من الثلاثة الأخرى التي وصفها فيلبي أصلا.
لوحظ وجود شظايا حديدية في الموقع تأكد حدوث اصطدام نيزكي، حيث لا توجد أثار لرواسب الحديد في المنطقة. وتشكل الحديد على شكل كرات متصدعة بحجم القبضة مدفونة تحت السطحة، وعثر على شظايا ناعمة ملطخة بالرمل على السطح.واستعيدت أكبر قطعة من النيزك في زيارة إلى موقع الوابر في عام 1966 وكانت تزن 2.2 طنوهي معروفة باسم «سنام الإبل» وكان معروضة في جامعة الملك سعود بالرياض إلى أن تم نقلها إلى المتحف الوطني الجديد في المملكة العربية السعودية في الرياض حيث تعرض حاليا في بهو المدخل.
تحولت الرمال إلى زجاج أسود بالقرب من الفوهات، وتنتشر الكريات من الزجاجية في جميع أنحاء المنطقة، ويتناقص حجمها مع ازدياد المسافة من الفوهات بسبب فرز-الرياح. الزجاج يشكل حوالي 90٪ من الرمال المحلية و 10٪ حديد نيزكي ونيكل.
ويشير تخطيط منطقة الاصطدام إلى أن الجسم سقط في زاوية سطحية، وكان يتحرك بسرعة دخول نيزكية نموذجية تقريبا 40,000 إلى 60,000 كم / ساعة. وبلغ مجموع كتلتها أكثر من 3500 طن. منحت الزاوية السطحية مقاومة هواء أكبر على الجسم مما كان قد يواجها في زاوية أكثر انحدارا، وتجزاء الجسم في الهواء إلى أربع قطع على الأقل قبل الاصطدام. وأكبر قطعة أحدثت انفجار يعادل تقريبا القنبلة الذرية التي استهدفت هيروشيما.

## تأريخ حدث الإصدام
التحليل بطريقة المسارات الانشطارية للشظايا الزجاجية الذي قام بة ستورزر (1965) يدل على أن حدث اصطدام الوابر قد وقع منذ آلاف السنين، ولكن وجود صخر زجاجي رقيق وحقيقة أن الفوهات قد دفنت بواسطة الرمال وبشكل كبير منذ زيارة فيلبي في عام 1932 تشير إلى وقوع الحدث في وقت أكثر حداثة بكثير. التأريخ بواسطة التألق الحراري (Thermoluminescence dating) الذي قام بة بريسكوت وآخرون. (2004))يشير إلى ان عمر موقع الصدمة أقل من 250 سنة، يتفق هذا مع تقارير عربية وردت في كتاب فيلبي «الربع الخالي» (1933) عن كرة نارية مرت فوق الرياض وأتجهت إلى الجنوب الشرقي، وأن ذلك حدث في 1863 أو 1891.